# Saint-Martial (Charente)
Saint-Martial település Franciaországban, Charente megyében. Lakosainak száma 121 fő (2022. január 1.). Saint-Martial Courgeac, Deviat, Montboyer, Nonac, Poullignac, Saint-Félix, Saint-Laurent-des-Combes és Montmoreau községekkel határos.

## Népesség
A település népessége az elmúlt években az alábbi módon változott:
| Lakosok száma | 191  | 181  | 163  | 150  | 138  | 135  | 131  | 126  | 123  | 121  |
|               | 1968 | 1982 | 1990 | 2006 | 2013 | 2015 | 2017 | 2019 | 2020 | 2022 |